# Străulești (stație de metrou)
Stația de metrou Străulești este o stație de metrou de pe linia M4 din București, inaugurată la data de 31 martie 2017. Aceasta este ultima stație de pe magistrala 4.

## Galerie

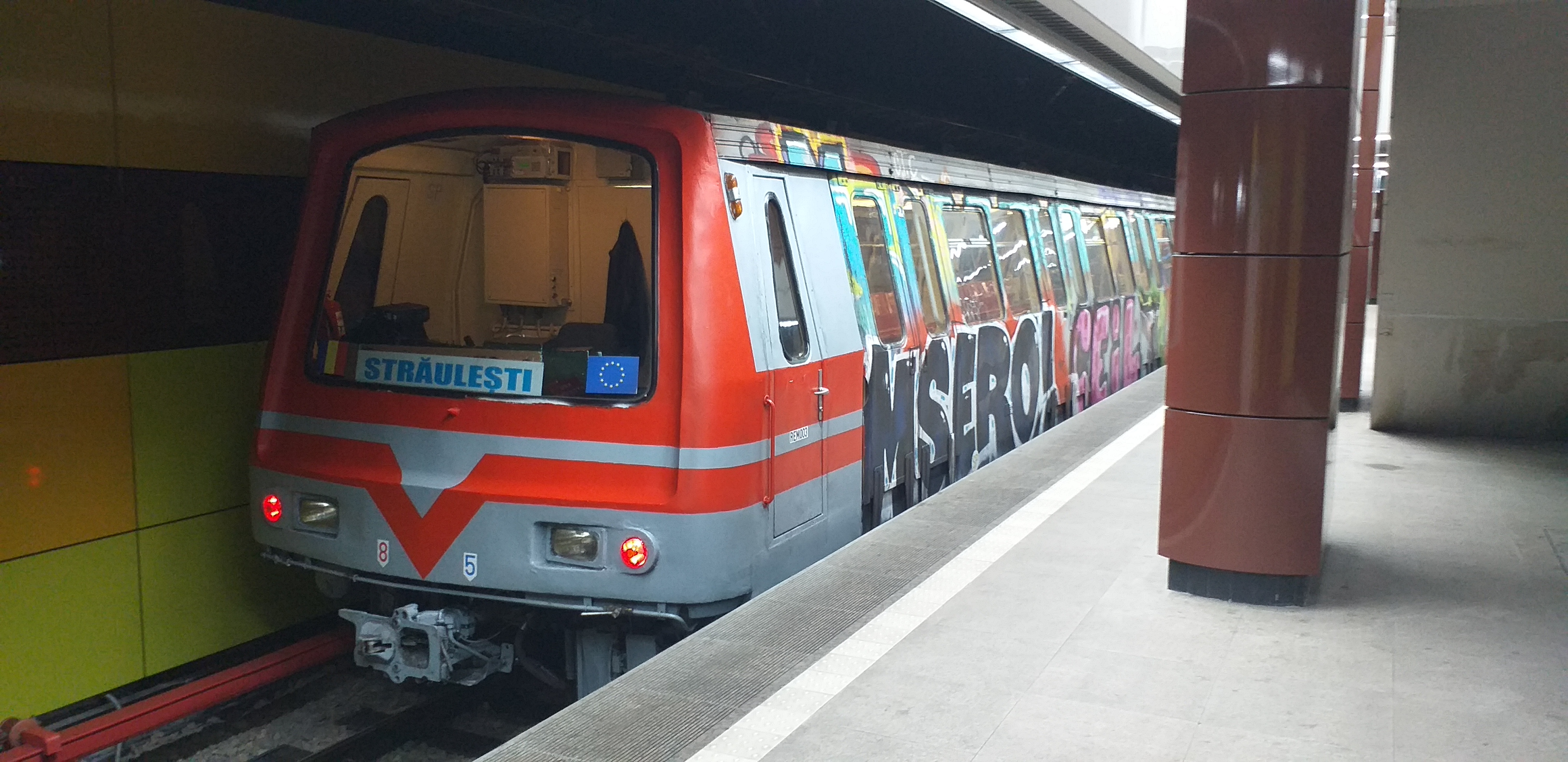
Tren în gară
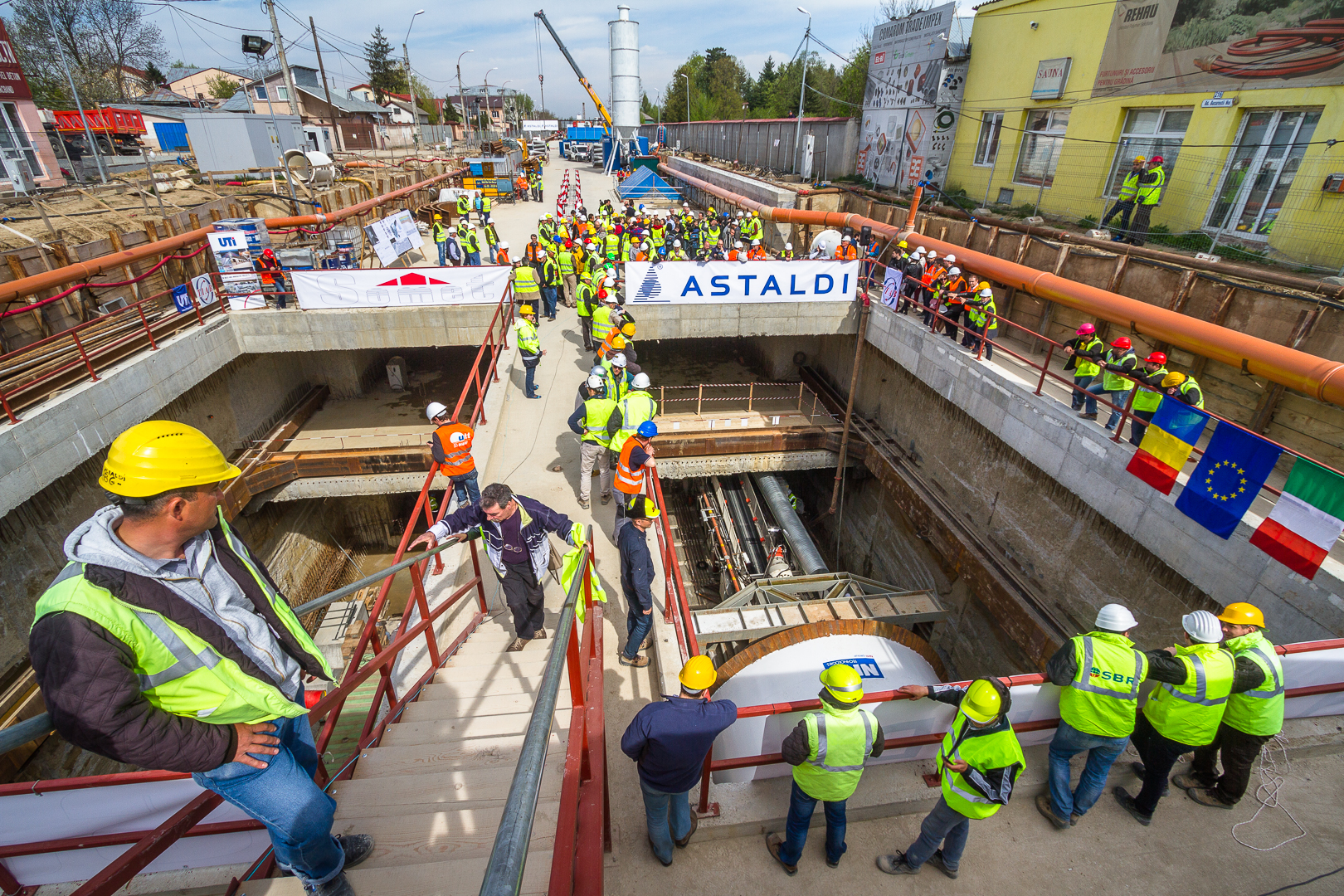
Constructia statiei
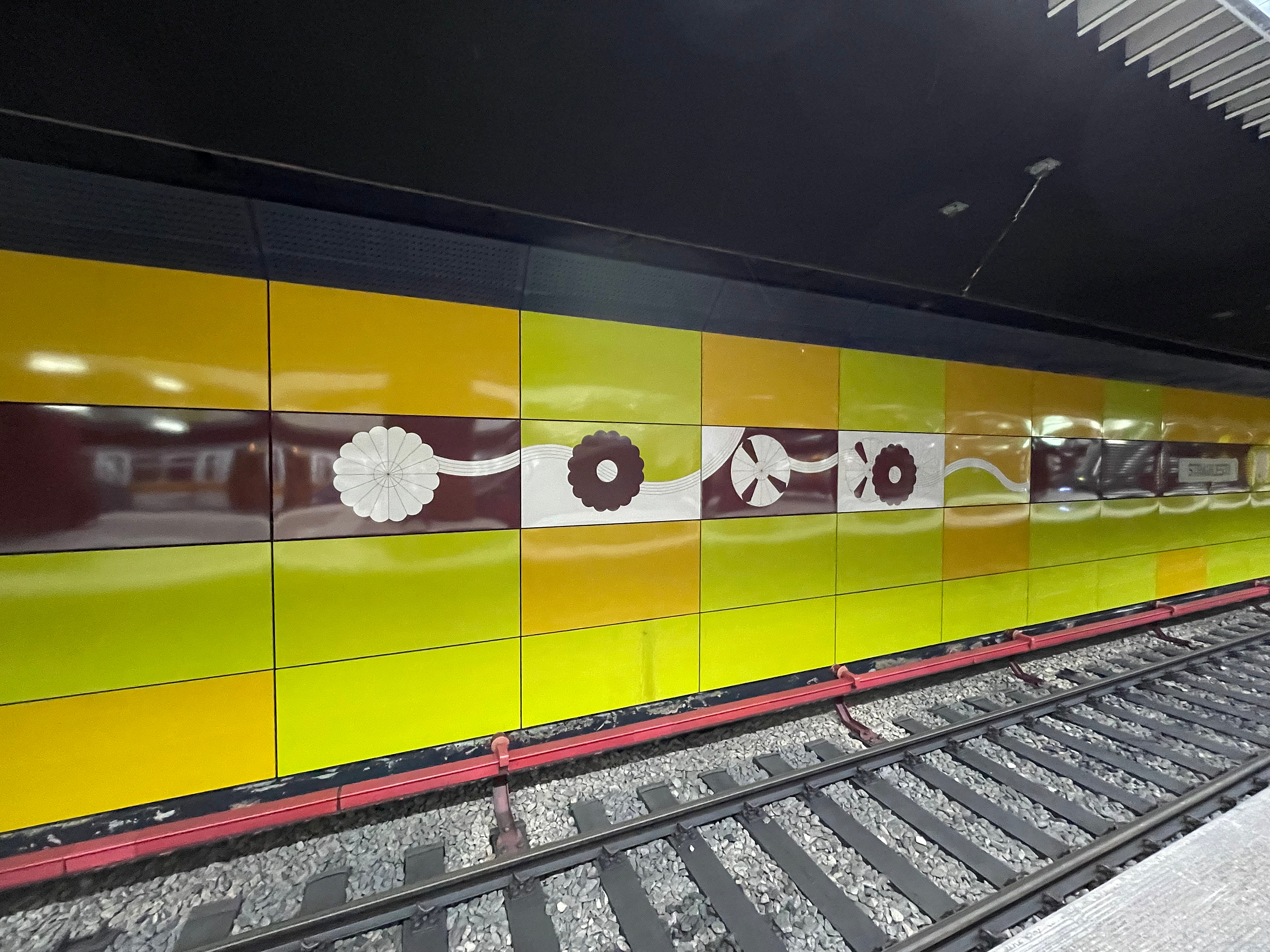
Numele stației pe peretele căii
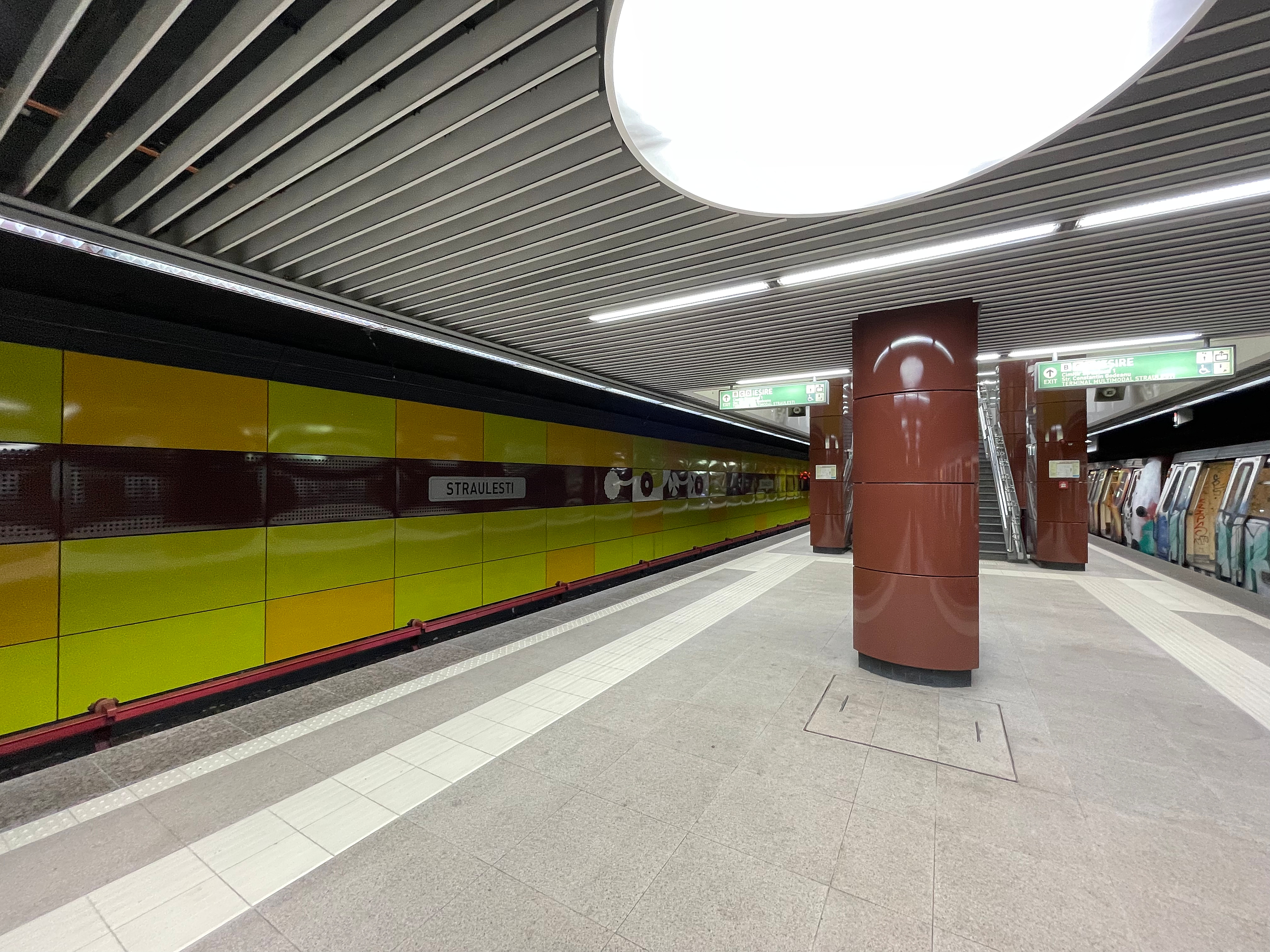
Statie de metrou